# Lucio Julio Julo (tribuno consular 403 a. C.)
Lucio Julio Julo  fue un político y militar romano del siglo V a. C. perteneciente a la gens Julia.

## Familia
Julo fue miembro de los Julios Julos, la más antigua rama familiar patricia de la gens Julia. Fue hermano del censor Cayo Julio Julo.

## Tribunado consular
Ocupó el cargo de tribuno consular en el año 403 a. C., cuando, según Tito Livio, se alcanzó la inusitada cifra de ocho tribunos consulares. Aquel año se instituyó como novedad entre los romanos el establecimiento de los cuarteles de invierno, medida que permitiría continuar ininterrumpidamente la guerra contra Veyes y a la que se opusieron con vehemencia los tribunos de la plebe.